# Peter Pusika
Peter Pusika (auch Peter von Pusica) (* vermutlich um 1400 in der Nähe von Lublin, Polen; † 1475 in Wiener Neustadt) war ein in Ostösterreich tätiger Baumeister und Steinmetz polnischer Herkunft. Der Beiname Pusikas leitet sich vom Geburtsort in der Nähe des polnischen Lublin ab. Alternativ zu Pusica werden auch Poschickh, Pusicka und Musica genannt, die richtige Form lautet wahrscheinlich Potyka.

## Leben
Pusika erhielt seine Ausbildung vermutlich in Prag und Wien und kam um 1439 nach Wiener Neustadt, wo er ab diesem Zeitpunkt in den Diensten von Friedrich III. – ab 1440 römisch-deutscher König und ab 1452 Kaiser des Heiligen Römischen Reiches – stand. Dieser baute ab 1440 Wiener Neustadt als seine Residenz aus und holte dafür Künstler wie Peter von Pusica, Jakob Kaschauer und Niclas Gerhaert van Leyden. Pusika wurde um 1450 als Baumeister von 32 Bauwerken genannt und war zu Friedrichs Regierungszeiten Vorstand von 32 Steinmetzen und Baukünstlern.
Von 1440 bis 1460 erbaute er die St.-Georgs-Kathedrale in Wiener Neustadt. Die an der hofseitigen Ostwand befindliche Wappenwand wurde ebenfalls von ihm errichtet. Die Radegundiskirche in Katzelsdorf wurde wahrscheinlich von Pusika von 1442 bis 1462 errichtet. Die im 13. Jahrhundert erbaute und im Jahre 1444 den Dominikanern übergebene Kirche St. Peter an der Sperr wurde um 1456/57 von Pusika weitreichend umgestaltet. Das Dominikanerinnenkloster wurde im dritten Viertel des 14. Jahrhunderts nach einem Brand neu errichtet und von 1450 bis 1475 durch Peter von Pusika umfangreich erneuert. Die Wiener Neustädter Stiftskirche (auch Neuklosterkirche) wurde von Pusika ebenfalls umgebaut.
Nach ihm ist die Peter-von-Pusika-Gasse in Wiener Neustadt benannt. Das heute noch erhaltene Wohnhaus von Pusika, das sogenannte Pusika-Haus befindet sich in der Neunkirchner Straße 30 (Ecke Bahngasse) in Wiener Neustadt.

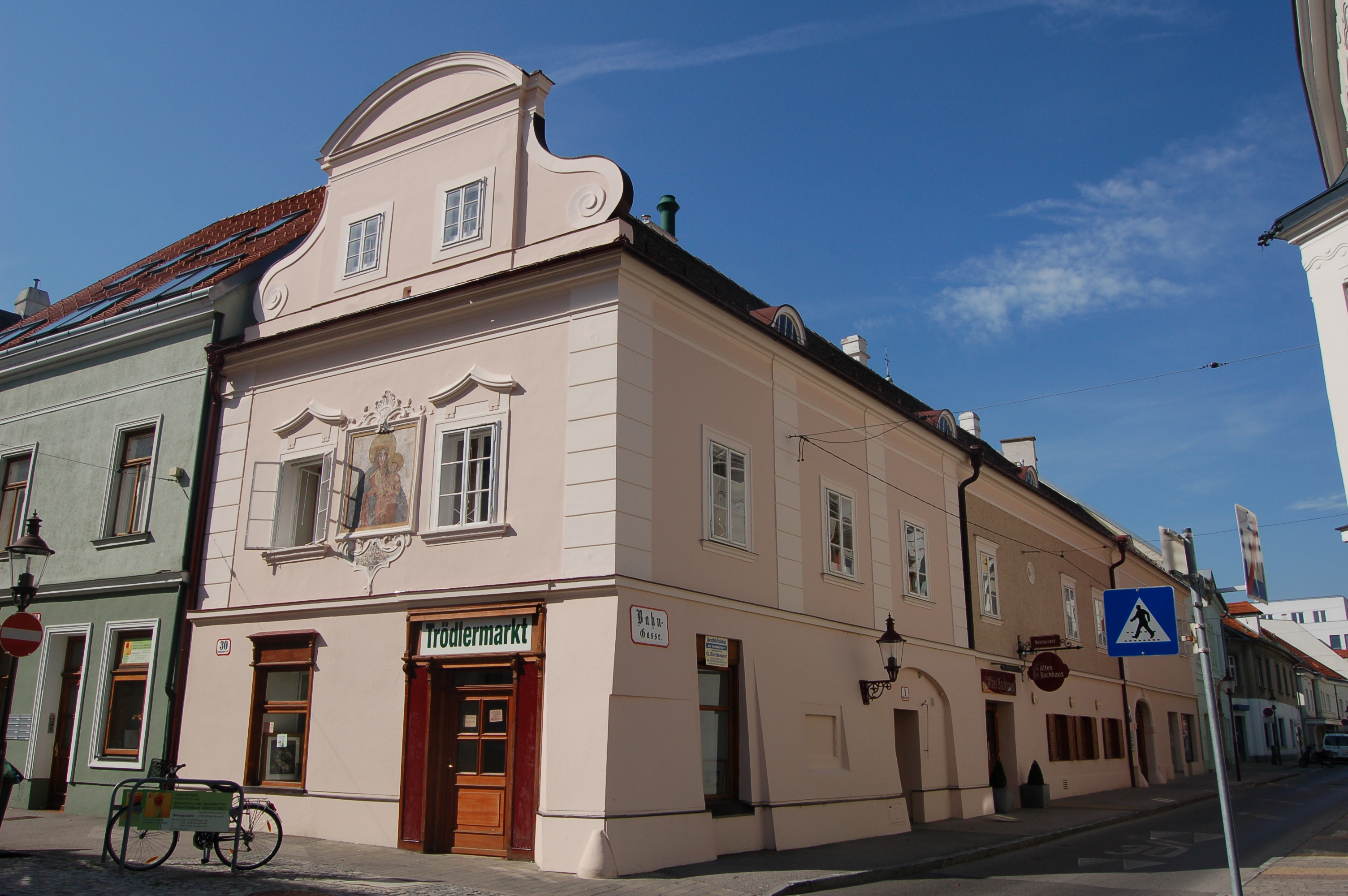
Wohnhaus von Pusika in der Neunkirchner Straße
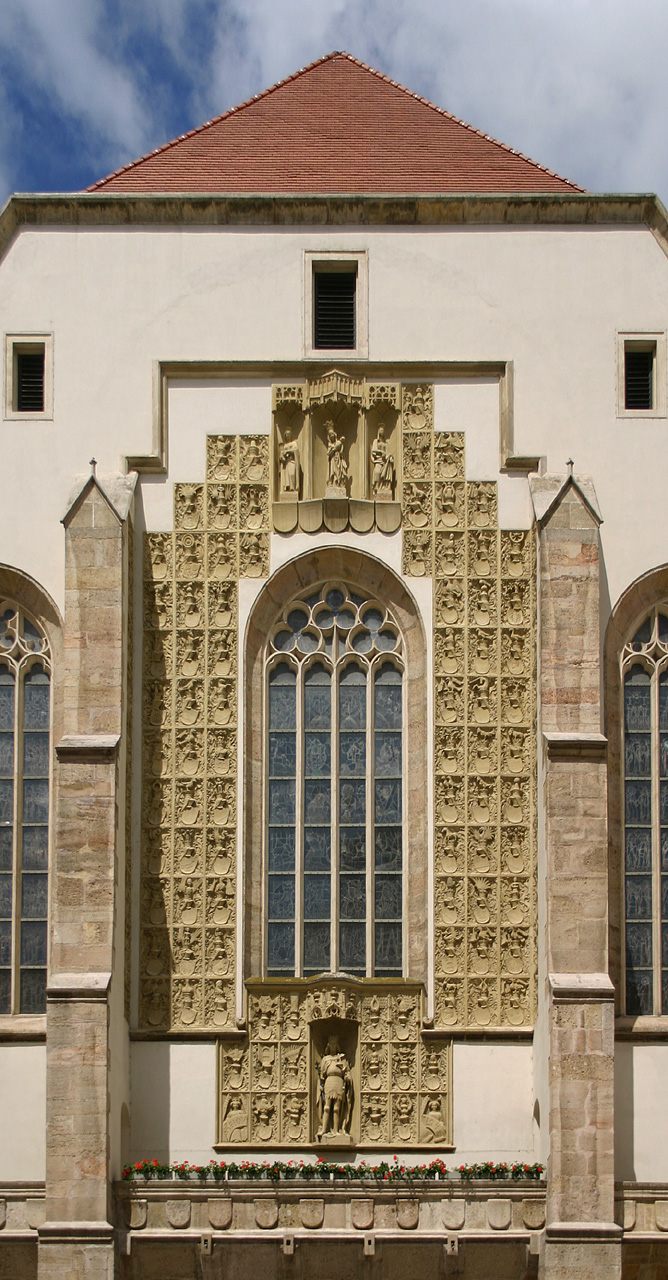
Wappenwand der St. Georgs-Kathedrale
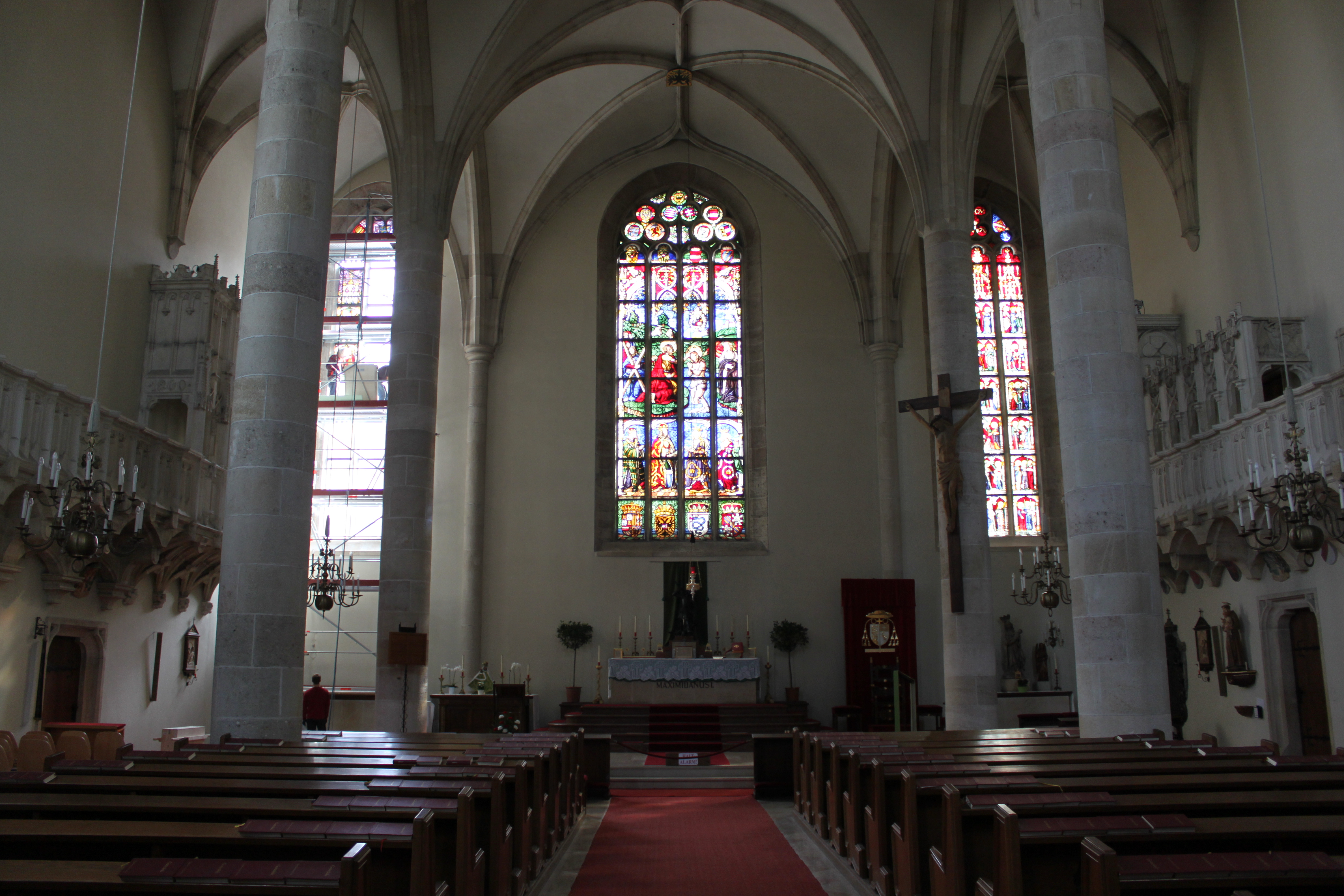
Altarwand der St.-Georgs-Kathedrale
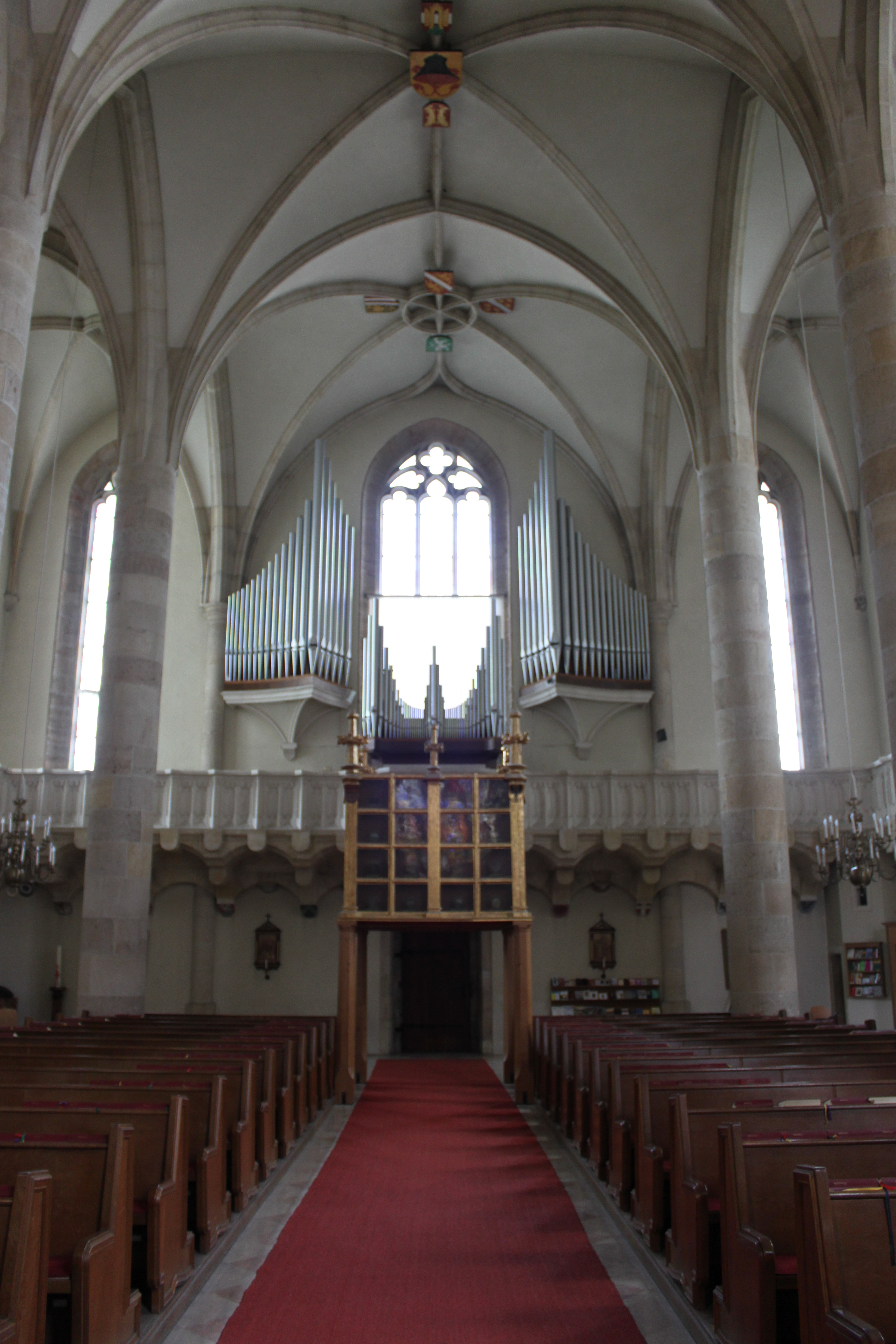
Die Orgel der St.-Georgs-Kathedrale
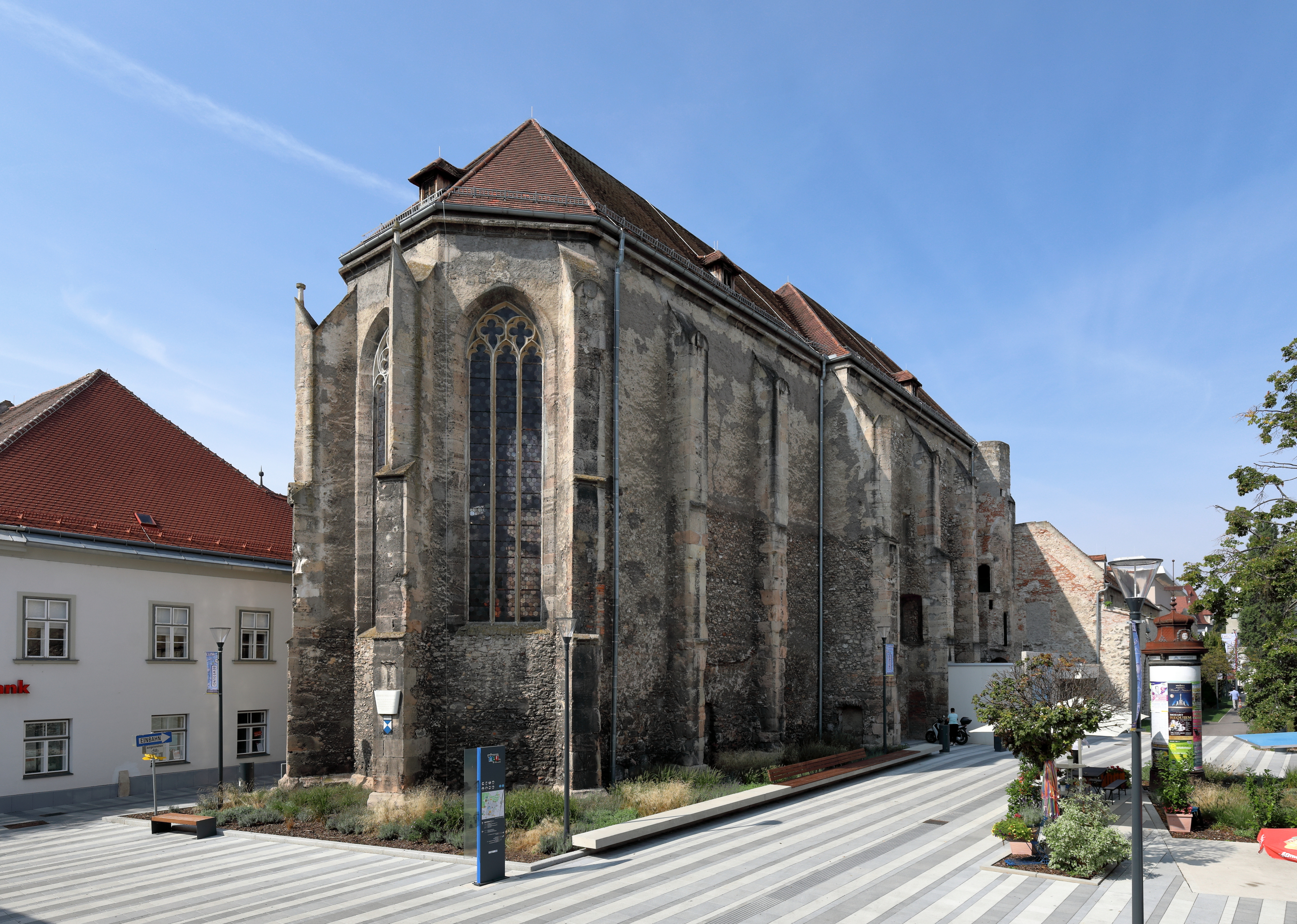
St. Peter an der Sperr
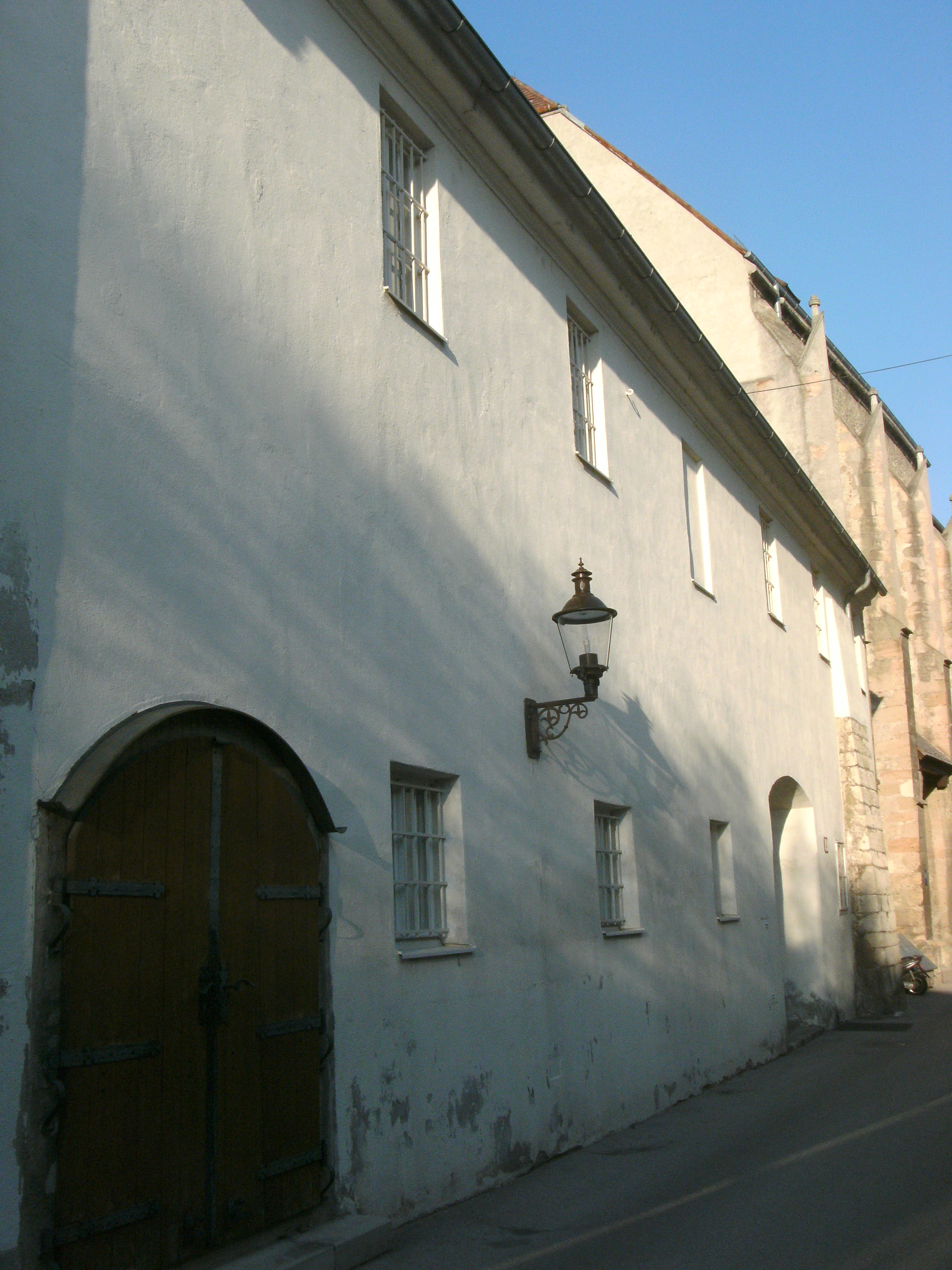
Ehemaliges Dominikanerinnenkloster
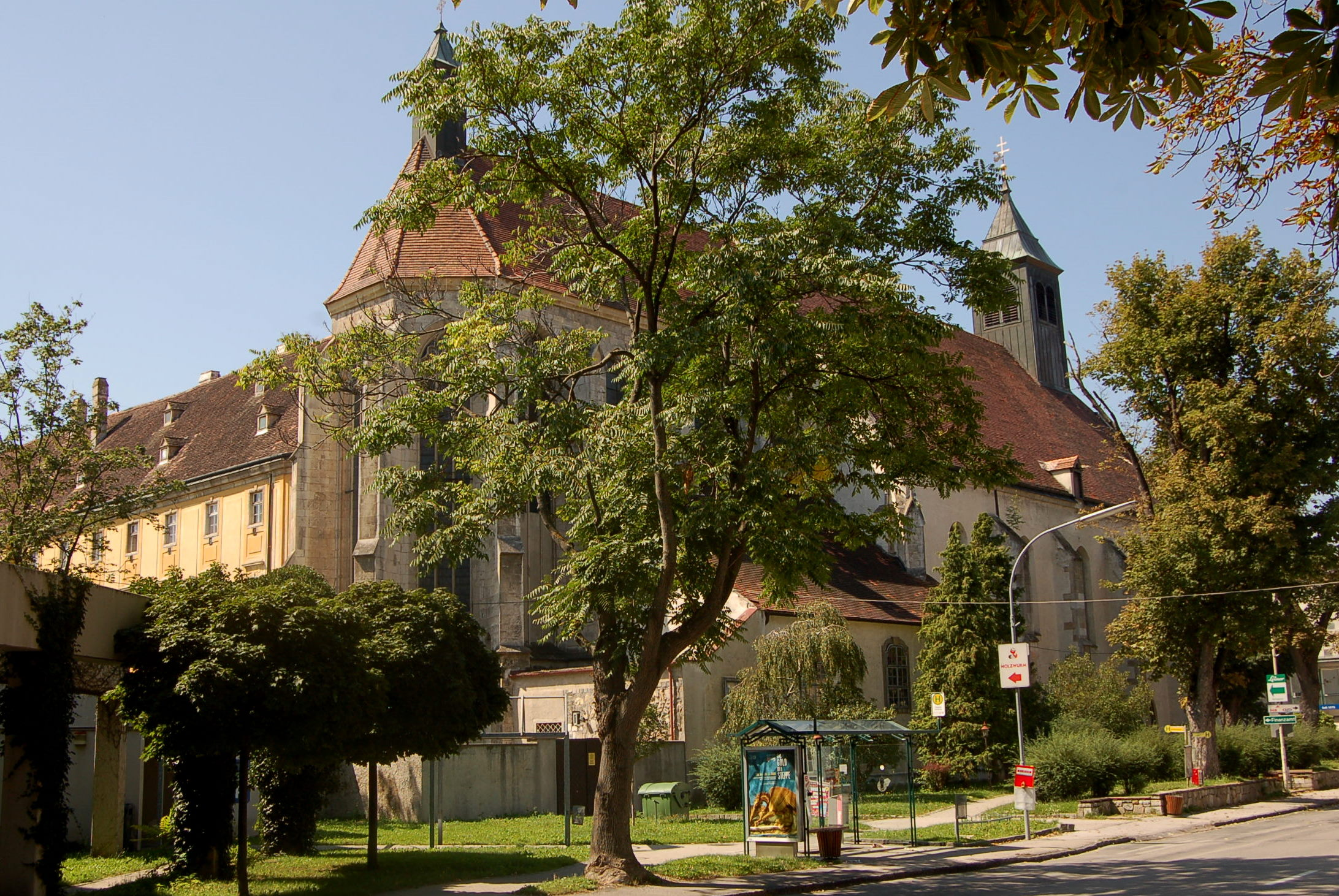
Stiftskirche Ungargasse Ecke Neuklostergasse
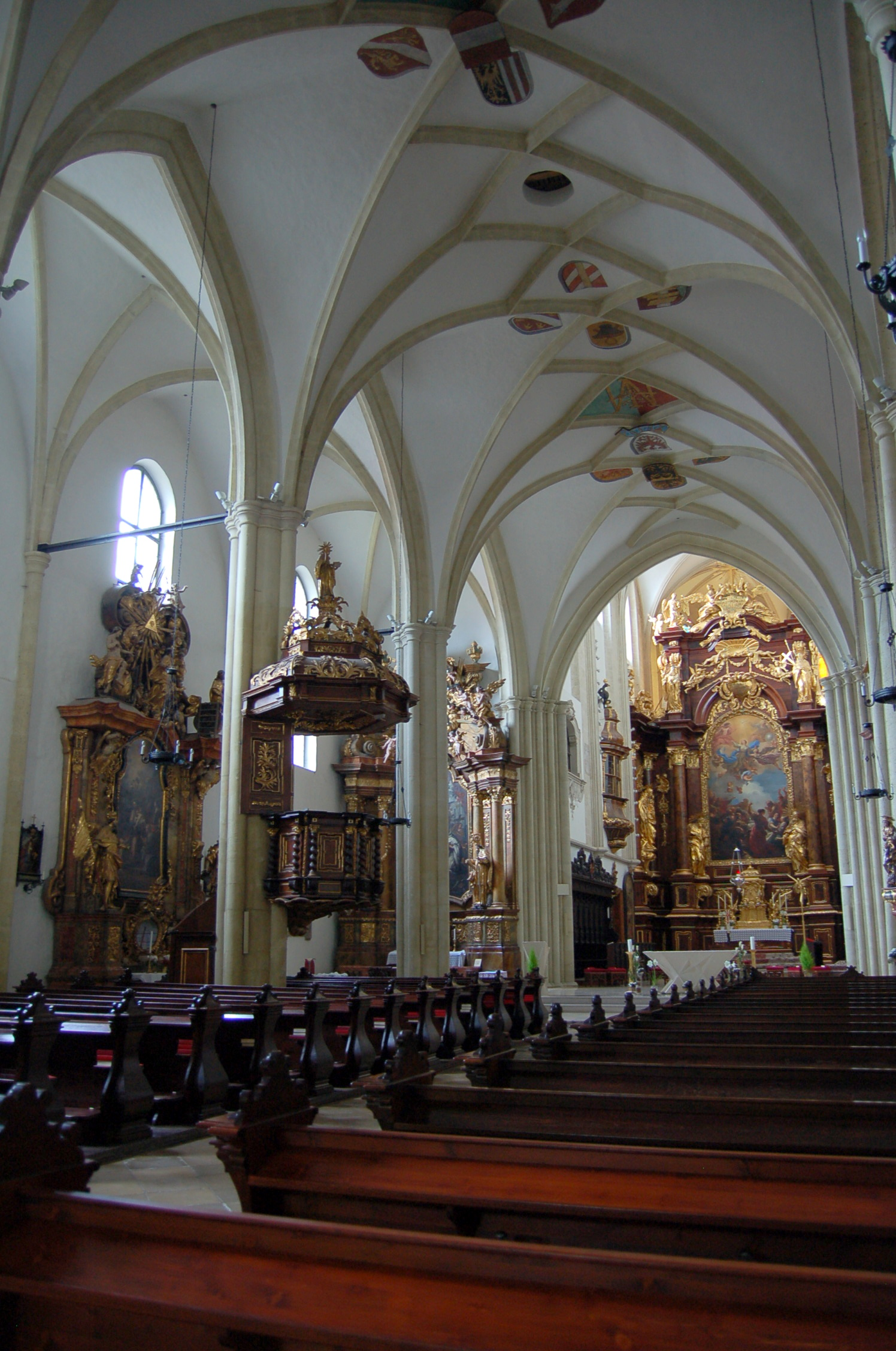
Innenraum der Neuklosterkirche